# 克萊馬克斯 (喬治亞州)
克萊馬克斯（英語：Climax）是一個位於美國喬治亞州第開特縣的城市。

## 地理
克萊馬克斯的座標為30°52′38″N 84°25′55″W / 30.87722°N 84.43194°W，而該地的平均海拔高度為87米（即285英尺）。

## 人口
根據2010年美國人口普查的數據，克萊馬克斯的面積為2.07平方千米，當中陸地面積為2.07平方千米，而水域面積為0.00平方千米。當地共有人口280人，而人口密度為每平方千米135人。